# ルドルフ線
ルドルフ線（ドイツ語;Rudolfsbahn）は、オーストリア国鉄の鉄道線の名称である。路線番号は細かく分かれており、ザンクトファレンティン - カステンライト間が131、アムシュテッテン - カステンライト - ゼルツタル間が130、ゼルツタル - ザンクトミハエル間が250、ザンクトミハエル - ザンクトファイト間が600、ザンクトファイト - フィラハ間が650となっている。
ゼルツタル以北がローカル線、ゼルツタル以南がアルプス縦貫鉄道としての役割を担っている。

## 歴史

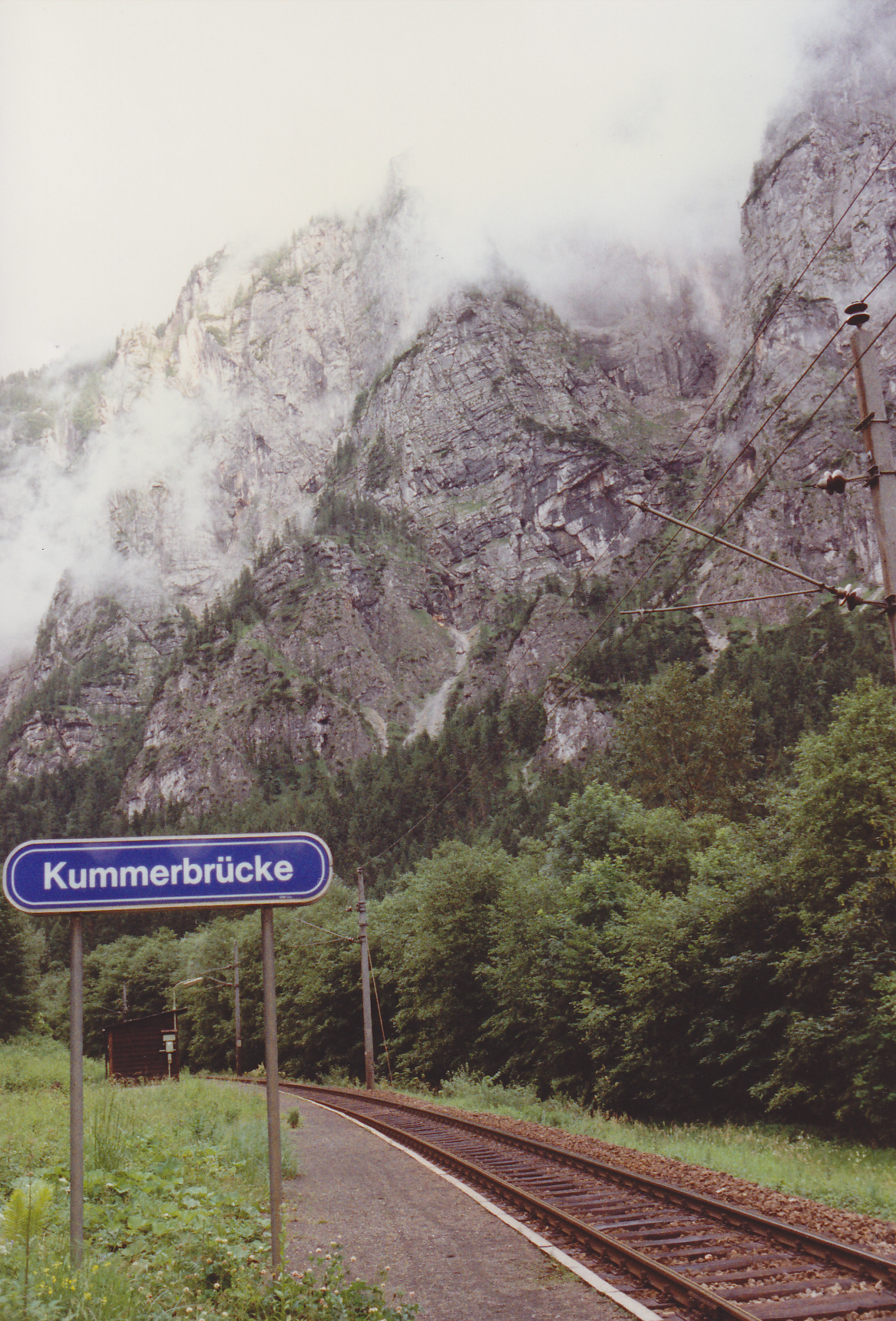
旧クンマー鉄道橋駅（1988年5月）

ルドルフ線はモラヴィア企業のクライン社により建設された。路線自体の交通需要は少なかったので、この路線はほとんど乗り換えの向きに使用され、特に皇后エリーザベト鉄道（Kaiserin Elisabeth-Bahn, KEB）の路線に依存していた。それで北側の終着駅の聖ヴァレンタイン駅とアムシュテッテン駅はKEBの駅であった。1873年オーストリア帝国の経済危機の後に、皇太子ルドルフ鉄道（Kronprinz Rudolf-Bahn）の財政状況はますます悪化した。1880年にルドルフ鉄道は国家の仮差し押さえ状態に入り、1884年に国有化された。
国有化の以降に、分岐路線のアムシュテッテン - カステンライト区間は高く評価されて、その理由はオーストリア帝国鉄道は南部鉄道会社との競争路線としてウィーンとケルンテン州の間の列車通行を西部鉄道とルドルフ線を通じて誘導したことであった。ウィーンとビショフスホーフェンの間の列車はアムシュテッテン - カステンライト区間の経由で導入された。その列車は第二次世界大戦の終戦後数十年間その経路で運行された。
2010年12月、定期時刻表変更の際にケルンテンS1系統がフリーザッハ - 聖ファイト（グラン）区間に導入された。2011年12月以降に聖ファイト（グラン） - フィラッハ区間はS2列車の運行区間として統合されている。新しいSバーンの導入過程で運行間隔は短くなり、列車の数量は相当に増加した。2016年12月にシュタイアーマルクS8系統が聖ミヒァエル - レオベン区間および聖ミヒャエル - ウンツマルクト区間に導入された。
かつて、ザンクトファイト - フィラハ間の路線番号は651であったが、2022年度以降は650となっている。

## 運行形態(130号線)

### 特急「シュネルツーク(D)」
- ウィーン - アムシュテッテン - ゼルツタル - ビショフスホフェン　【金・日曜運行】
週1往復のみ運行で、金曜日に南行が、日曜日に北行が運行する。アムシュテッテン以北は100号線に、ゼルツタル以南は250号線直通する。
2022年に、インターシティ(IC)の種別で運行を開始した。当初は夏季限定で、金・土曜日に南行が、土・日曜日に北行が、一日1本ずつ運行していた。2023年度に通年運行のシュネルツーク(D)となり、土曜日の運行を取りやめた。

### 快速「レギオナルエクスプレス(REX)」
- REX58系統：　ヴァイトホフェン → アムシュテッテン → ウィーン西駅
一日あたり、片道1本のみの運行。アムシュテッテン以北は、特別快速(cjx)として100号線に直通する。
2019年末に運行を開始した。

- ( ヒーフラウ - ) アドモント - ゼルツタル - アトナング・プッハイム　【休日運行】
土曜・休日のみ、一日2往復の運行。春・夏はヒーフラウ、秋・冬はアドモント以南の運行。ゼルツタル以西は250号線に直通する。
2024年度に運行を開始した。

### 普通「レギオナルバーン(R)」
- R58系統：　ウィーン西駅 - アムシュテッテン - カシュテンライト - ゼルツタル　【休日運行】
一日2往復の運行。アムシュテッテン以北は、特別快速(cjx)として100号線に直通する。
2019年以前は一日1往復の運行で、アムシュテッテン以北に乗り入れていなかった。

- R58系統：　アムシュテッテン - カシュテンライト - クラインライフリンク（ - ゼルツタル）
【平日】2時間サイクルで、アムシュテッテン - クラインライフリング（午前中はヴァイトホフェン）、アムシュテッテン - カシュテンライトの系統が1本ずつ運行する。
【休日】2時間サイクルで、アムシュテッテン - ヴァイトホフェン、アムシュテッテン - ヴァイセンバッハ（午前中はクラインライフリング）の系統が1本ずつ運行する。
2019年以前は、平日1時間に1本、休日2時間に1本の運行であった。現在同様、平日は半数がカステンライト止まりであった。また、2018,19年度は、平日の大半、休日の一部がゾンタグベルクを通過していた。

- ( ヒーフラウ - ) アドモント - ゼルツタル　【休日運行】
土曜・休日のみ、一日1往復の運行。春・夏はヒーフラウ、秋・冬はアドモント以南の運行。
2024年度に運行を開始した。

## 運行形態(131号線)

### 快速「レギオナルエクスプレス(REX)」
- リンツ - ザンクト・ファレンティン - クラインライフリンク ( - ヴァイセンバッハ)
平日のみ、1〜2時間に1本の運行。一部はヴァイセンバッハまで直通する。多くは100号線のリンツまで直通するが、一部はザンクト・ファレンティン以南のみの運行となる。
2015年以前は、休日も運行していた。

### 普通「レギオナルバーン(R)」
- (リンツ - ザンクト・ファレンティン - )ガーシュテン - クラインライフリンク
平日は一日5往復、休日は2時間に1本の運行。原則、ガーシュテン以北はＳバーン(S1)として運行するが、朝のリンツ行片道2本（休日は1本）に限り、全線でレギオナルバーン(R)として運行し、100号線には快速として直通する。
過去の運行形態
2016年以前は、下記Ｓバーン(S1)もこの種別で運行しており、ガーシュテン以北の本数が多かった。ガーシュテン以南の平日の本数は一日4往復であった。
2017年度ダイヤで、ガーシュテン以北のみ種別がＳバーン(S1)に変更された。朝のリンツ行片道2本（休日1本）に限り、レギオナルバーンとして残された。
2020年冬・春に限り、休日は一日2往復しか運行していなかった。
2022年度ダイヤで、ガーシュテン以北が平日の片道1本のみに減便された。
2024年度より、平日の本数が一日5往復に増発された。また、ガーシュテン以北が一日1本増発され、平日2本、休日1本の運行となった。

### 普通「Ｓバーン(S1)」
- リンツ - ザンクト・ファレンティン - ガーシュテン( - クラインライフリンク)
1時間に1本の運行。平日は大部分がガーシュテン止まりで、ガーシュテン以南は快速がローカル輸送を担う。休日は半数がクラインライフリンクまで乗り入れ、ガーシュテン以南をレギオナルバーン(R)として運行する。ザンクト・ファレンティン以北は100号線に直通する。
過去の運行形態
2015年以前は、レギオナルバーン(R)として運行していて、平日も大部分がクラインライフリンクまで運行していた。休日は2時間に1本しか運行していなかった。
2015年末に、平日の大部分がガーシュテン止まりとなった。
2016年末に、種別がSバーン(S1)に変更された。
2017年末に、休日も1時間に1本の運行に増発された。
2020年冬・春に限り、ガーシュテン以北のみ2時間に1本の運行となっていた。

## 運行形態(250号線)
詳細については250号線の記事を参照。多くは600号線を通って501号線のグラーツ方面に直通する。

## 運行形態(600号線)
フリーザハ以南については601号線を参照。

### 超特急「レイルジェット(RJ)」
- ヴィーン - レオベン - ザンクトファイト - フィラハ/ヴェネツィア
2時間に1本の運行。ブルック以北は、501号線経由でヴィーンまで運行される。ザンクトファイト以南は601号線に直通する。

- グラーツ → ブルック - ザンクトファイト - フィラハ/ヴェネツィア
朝に片道1本のみの運行。ブルック以北は、501号線に直通する。ザンクトファイト以南は601号線に直通する。
2019年末に運行を開始した。

### 寝台特急「ナイトジェット(NJ)」
下記1系統が運行されている。また、2017年以前はユーロナイト(EN)として運行していた。
- ヴィーン - ザンクトミハエル - ザンクトファイト - ローマ （一日1往復）　※ローマ方面行に限り、クニッテルフェルト・ザンクトファイトに停車
一日1往復の運行。
過去の運行形態
2017年以前は、ユーロナイト(EN)の種別で運行していた。ローマ方面行に限り、フリーザハにも停車していた他、ザンクトファイトは上下とも通過していた。また、季節により週2往復、リヴォルノ発着便が運行していた。
2018年度より、ナイトジェット(nightjet)に種別変更となった。
2023年度より、ローマ方面行がクニッテルフェルトとフリーザハ通過、ザンクトファイト停車となった。一方、リヴォルノ発着便は運行休止となった。
2024年度より、ローマ方面行が再びクニッテルフェルト停車となった。

### 特急「ユーロシティ(EC)」
ザールブリュッケン/フランクフルト/チューリッヒ - ザンクトミヒャエル - ブルック(短絡線) - グラーツ間に、一日3往復運行している。詳細は250号線を参照。ブルック以東は短絡線経由で501号線に直通する。
- 過去の運行系統
ヴィーン - レオベン - ザンクトファイト - ヴェネツィア: 一日1往復運行していた。ブルック以東は、501号線経由でヴィーンまで運行していた。ザンクトファイト以南は601号線に直通していた。停車駅はレイルジェット(RJ)と同じで、フリーザハ通過、トライバッハ停車であった。2017年末、レイルジェット(RJ)に格上げとなった。

### 特急「インターシティ(IC)」
下記2系統が運行している。
- グラーツ - ザンクトミヒャエル - ビショフスホフェン - ザルツブルク/インスブルック
一日8.5往復の運行。詳細は250号線の記事を参照。ブルック以東は短絡線経由で501号線に直通する。

- リーエンツァー・ドーロミテン号：　ヴィーン - ブルック - ザンクトファイト - リーエンツ
一日1往復の運行。ブルック以北は、501号線経由でヴィーンまで運行される。ザンクトファイト以南は601号線に直通する。ウンツマルクトに停車し、トライバッハを通過する。
2017年末に運行を開始した。

- ヴィーン - ブルック - ザンクトファイト - フィラハ
一日3往復の運行。ブルック以北は、501号線経由でヴィーンまで運行される。ザンクトファイト以南は601号線に直通する。
2023年度に運行を開始した。当初は一日2往復であったが、2024年度より一日3往復に増発となった。

### 特急「シュネルツーク(D)」
- ヴィーン - ブルック - ザンクトファイト - リーエンツ　【金・日曜運行】
金曜日の西行と日曜日の東行のみ、週1往復の運行。ブルック以北は、501号線経由でヴィーンまで運行される。ザンクトファイト以南は601号線に直通する。
過去の運行形態
2016年以前は、金曜便・日曜便とも一日2本の運行で、レイルジェット(RJ)に連結されていた。
2016年末に、連結を解除し、独立した列車となった。
2019年末に、インターシティ(IC)に格上げされた。
2023年度より、再びシュネルツーク(D)に格下げとなった他、週1往復に減便となった。

- ヴィーン - レオベン - ザンクトファイト - フィラハ　【日曜運行】
フィラハ→ヴィーンの片道のみ、週1本の運行。フィラハ方面行は臨時列車としてのみ運行し、ウンツマルクトに停車する。
2016年以前は、レイルジェット(RJ)に連結されていた。

- グラーツ - ザンクトミヒャエル - シュヴァーツァハ
一日1往復の運行。詳細は250号線を参照。ブルック以東は短絡線経由で501号線に直通する。
2020年末に運行を開始した。

### 快速「レギオナルエクスプレス(REX)」
下記2つの系統に分かれる。
- ウンツマルクト → ブルック → グラーツ　【日曜運行】
片道週1本のみの運行。ブルック以東は短絡線経由で501号線に直通する。途中、ユーデンブルク、ツェルトヴェク、クニッテルフェルト、レーオベンのみに停車する。
2019年以前は、同じ停車駅で、シュネルツーク(D)として運行していた。

- グラーツ・ブルック - ザンクトミハエル - ウンツマルクト（ - ノイマルクト）
朝はグラーツ方面中心で（片道1本のみウンツマルクト行あり）、夕方のウンツマルクト方面のみの運行。一部、ノイマルクトまで直通する便もある。

- ウンツマルクト～ザンクトファイト（→フィラハ）　【平日・土曜運行】
平日のみ、一日1往復のみの運行。フィラハ方面行のみ、601号線に直通する。

### 普通「レギオナルツーク(R)」
- ミュルツツシュラク - ウンツマルクト - フリーザハ
2時間に1本の運行。ウンツマルクト以東はＳバーン(S8)として運行する。詳細はＳバーンの項目を参照。
2016年以前は、全区間でレギオナルツーク(R)として運行していた他、休日は大部分がノイマルクト以北のみの運行となり、ノイマルクト - フリーザハ間は一日1〜2往復しか運行していなかった。

- レーオベン → ザンクトミハエル → ゼルツタル
250号線の列車。平日、一日片道2本のみの運行。

### 普通「Ｓバーン(S8)」
- ミュルツツシュラク/ブルック・アン・デア・ムーア - ザンクトミハエル - ウンツマルクト/フリーザハ
1時間に1本の運行だが、半数はブルック・アン・デア・ムーア - ウンツマルクト間の区間運転である。平日はカプフェンベルク - レーオベン間の区間運転も多く、全て合わせて30分間隔での運行となる。ブルック以東は系統番号をS9に変更し、501号線に直通する。ウンツマルクト以西は種別をレギオナルツーク(R)に変更する。
2016年以前は、レギオナルツーク(R)として運行していた。2023年度以前は休日の本数が少なく、ブルック - フリーザハ間で2時間に1本の運行であった。

## 運行形態(650号線)

### 普通「Sバーン(S)」
- S2系統：　ザンクトファイト - フェルトキルヒェン - フィラハ
2時間に1本の運行。フェルトキルヒェン - フィラハ間は本数が多く、1時間に1本運行する。
2020年以前は、フェルトキルヒェン発着便と、ザンクトファイト行が、221号線と直通していて、ローゼンバッハ発着で運行していた。ザンクトファイト発の列車はフィラハ止まりであった。休日はザンクトファイト発着便のみ、2時間に1本の運行であった。

## 駅一覧
以下では、ルドルフ線の駅と営業キロ、停車列車、接続路線などを一覧表で示す。

### 130号線
- 種別
  - D：特急
  - REX：快速
  - R：普通
- 停車駅
  - ■印：全列車停車
  - ●印：大部分停車、一部通過
  - ○印：大部分通過、一部停車
  - ｜印：全列車通過

| 路線名 | 駅名                                       | 駅間営業キロ | 累計営業キロ | D  | REX | R | 接続路線                                                      | 所在地                   | 所在地                                   |
| ------ | ------------------------------------------ | ------------ | ------------ | -- | --- | - | ------------------------------------------------------------- | ------------------------ | ---------------------------------------- |
| 130    | アムシュテッテン駅                         | -            | 0.0          | ■  | ■   | ■ | 100号線（ザルツブルク方面、ウィーン方面）                     | ニーダーエスターライヒ州 | アムシュテッテン郡                       |
| 130    | グラインスフルト駅                         | 3.6          | 3.6          | ｜ | ｜  | ■ |                                                               | ニーダーエスターライヒ州 | アムシュテッテン郡                       |
| 130    | ウルマーフェルト・ハウスメニンク駅         | 4.1          | 7.7          | ■  | ■   | ■ |                                                               | ニーダーエスターライヒ州 | アムシュテッテン郡                       |
| 130    | クレレンドルフ駅                           | 4.3          | 12.0         | ｜ | ｜  | ■ |                                                               | ニーダーエスターライヒ州 | アムシュテッテン郡                       |
| 130    | ヒルム・ケーマテン駅                       | 3.3          | 15.3         | ｜ | ｜  | ■ |                                                               | ニーダーエスターライヒ州 | アムシュテッテン郡                       |
| 130    | ローゼナウ駅                               | 2.0          | 17.3         | ｜ | ■   | ■ |                                                               | ニーダーエスターライヒ州 | アムシュテッテン郡                       |
| 130    | ゾンタグベルク駅                           | 2.0          | 19.7         | ｜ | ｜  | ■ |                                                               | ニーダーエスターライヒ州 | アムシュテッテン郡                       |
| 130    | ベーラーヴァーク・アン・デア・イプス駅     | 1.7          | 21.4         | ｜ | ｜  | ■ |                                                               | ニーダーエスターライヒ州 | ヴァイトホーフェン・アン・デア・イプス市 |
| 130    | ヴァイトホーフェン・アン・デア・イプス駅   | 2.0          | 23.4         | ■  | ■   | ■ | 132号線（クシュタット方面）                                   | ニーダーエスターライヒ州 | ヴァイトホーフェン・アン・デア・イプス市 |
| 130    | ヴァイトホーフェン・アン・デア・イプス町駅 | 1.4          | 24.8         | ｜ |     | ■ |                                                               | ニーダーエスターライヒ州 | ヴァイトホーフェン・アン・デア・イプス市 |
| 130    | オーバーラント駅                           | 7.4          | 32.2         | ｜ |     | ■ |                                                               | オーバーエスターライヒ州 | シュタイアーラント郡                     |
| 130    | ガフレンツ駅                               | 2.2          | 34.4         | ｜ |     | ■ |                                                               | オーバーエスターライヒ州 | シュタイアーラント郡                     |
| 130    | ヴァイヤー駅                               | 6.4          | 40.8         | ■  |     | ■ |                                                               | オーバーエスターライヒ州 | シュタイアーラント郡                     |
| 130    | カシュテンライト駅                         | 2.9          | 43.7         | ｜ |     | ■ | 131号線（ザンクト・ファレンティン方面、ヴァイセンバッハ方面） | オーバーエスターライヒ州 | シュタイアーラント郡                     |

### 131号線
- 種別
  - REX：快速
  - R：普通
- 停車駅
  - ■印：全列車停車
  - ●印：大部分停車、一部通過
  - ○印：大部分通過、一部停車
  - ｜印：全列車通過

| 路線名 | 駅名                                                | 駅間営業キロ | 累計営業キロ | D  | REX | R  | S | 接続路線                                                                               | 所在地                   | 所在地               |
| ------ | --------------------------------------------------- | ------------ | ------------ | -- | --- | -- | - | -------------------------------------------------------------------------------------- | ------------------------ | -------------------- |
| 131    | ザンクト・ファレンティン駅                          | -            | 0.0          |    | ■   | ■  | ■ | 100号線（ザルツブルク方面、ウィーン方面） 133号線（ザンクトニコラ方面）                | ニーダーエスターライヒ州 | アムシュテッテン郡   |
| 131    | ヘルツォグラド駅                                    | 2.7          | 2.7          |    | ●   | ■  | ■ |                                                                                        | ニーダーエスターライヒ州 | アムシュテッテン郡   |
| 131    | エルンストホーフェン駅                              | 4.6          | 7.3          |    | ●   | ■  | ■ |                                                                                        | ニーダーエスターライヒ州 | アムシュテッテン郡   |
| 131    | ドルフ・アン・デア・エンス駅                        | 5.4          | 12.7         |    | ｜  | ■  | ■ |                                                                                        | ニーダーエスターライヒ州 | アムシュテッテン郡   |
| 131    | ラーミングドルフ・ハイダースホーフェン駅            | 3.0          | 15.7         |    | ｜  | ■  | ■ |                                                                                        | ニーダーエスターライヒ州 | アムシュテッテン郡   |
| 131    | シュタイアー・ミューニヒホルツ駅                    | 2.4          | 18.1         |    | ■   | ■  | ■ |                                                                                        | オーバーエスターライヒ州 | シュタイアー市       |
| 131    | シュタイアー駅                                      | 2.3          | 20.4         |    | ■   | ■  | ■ |                                                                                        | オーバーエスターライヒ州 | シュタイアー市       |
| 131    | ガーシュテン駅                                      | 2.2          | 22.6         |    | ■   | ■  | ■ |                                                                                        | オーバーエスターライヒ州 | シュタイアーラント郡 |
| 131    | ラーンドルフ駅                                      | 5.2          | 27.8         |    | ■   | ■  |   |                                                                                        | オーバーエスターライヒ州 | シュタイアーラント郡 |
| 131    | デュルンバッハ駅                                    | 2.6          | 30.4         |    | ●   | ■  |   |                                                                                        | オーバーエスターライヒ州 | シュタイアーラント郡 |
| 131    | ターンベルク駅                                      | 3.3          | 33.7         |    | ■   | ■  |   |                                                                                        | オーバーエスターライヒ州 | シュタイアーラント郡 |
| 131    | トラッテンバッハ駅                                  | 2.3          | 36.0         |    | ■   | ■  |   |                                                                                        | オーバーエスターライヒ州 | シュタイアーラント郡 |
| 131    | ローゼンシュタイン駅                                | 6.1          | 42.1         |    | ■   | ■  |   |                                                                                        | オーバーエスターライヒ州 | シュタイアーラント郡 |
| 131    | ライヒラミンク駅                                    | 6.0          | 48.1         |    | ■   | ■  |   |                                                                                        | オーバーエスターライヒ州 | シュタイアーラント郡 |
| 131    | グロスラミンク発電所駅                              | 3.0          | 51.1         |    | ■   | ■  |   |                                                                                        | オーバーエスターライヒ州 | シュタイアーラント郡 |
| 131    | グロスラミンク駅                                    | 3.8          | 54.9         |    | ■   | ■  |   |                                                                                        | オーバーエスターライヒ州 | シュタイアーラント郡 |
| 131    | キュープファーン駅                                  | 6.5          | 61.4         |    | ■   | ■  |   |                                                                                        | オーバーエスターライヒ州 | シュタイアーラント郡 |
| 131    | カシュテンライト駅                                  | 2.4          | 63.8         | ｜ | ■   | ■  |   | 130号線（アムシュテッテン方面）                                                        | オーバーエスターライヒ州 | シュタイアーラント郡 |
| 131    | クラインライフリンク駅                              | 3.2          | 67.0         | ■  | ■   | ■  |   |                                                                                        | オーバーエスターライヒ州 | シュタイアーラント郡 |
| 130    | ヴァイセンバッハ・ザンクトガレン駅                  | 14.5         | 81.5         | ■  | ■   | ■  |   |                                                                                        | シュタイアーマルク州     | リーツェン郡         |
| 130    | ヒーフラウ駅                                        | 20.8         | 102.3        | ■  | ■   | ■  |   |                                                                                        | シュタイアーマルク州     | レーオベン郡         |
| 130    | 国立公園・クシュタッターボデン駅                    | 9.1          | 111.4        | ■  | ■   | ■  |   |                                                                                        | シュタイアーマルク州     | リーツェン郡         |
| 130    | 国立公園・ヨーンスバッハ駅                          | 3.3          | 114.7        | ■  | ■   | ■  |   |                                                                                        | シュタイアーマルク州     | リーツェン郡         |
| 130    | アドモント駅                                        | 10.5         | 125.2        | ■  | ■   | ■  |   |                                                                                        | シュタイアーマルク州     | リーツェン郡         |
| 130    | フラウエンベルク・アン・デア・エンス駅（休止中 *1） |              | (130.8)      | ｜ | ｜  | ｜ |   |                                                                                        | シュタイアーマルク州     | リーツェン郡         |
| 130    | ゼルツタル駅                                        | 13.8         | 139.0        | ■  | ■   | ■  |   | 140号線（リンツ方面） 250号線（チューリヒ/フランクフルト方面、ザンクトミヒャエル方面） | シュタイアーマルク州     | リーツェン郡         |

(*1): 2018年12月以降旅客営業休止。

### 250号線
250号線の記事を参照。

### 600,650号線
- 種別
  - nj：寝台特急「ナイトジェット」
  - RJ：超特急「レイルジェット」
  - EC：特急「ユーロシティ」
  - IC：特急「インターシティ」
  - D：特急「シュネルツーク」
  - REX：快速「レギオナルエクスプレス」
  - R：普通「レギオナルツーク」
  - S：普通「Sバーン」
- 停車駅
  - ■印：全列車停車
  - ●印：一部通過
  - ◐、◑印：半数停車
  - ○印：一部停車
  - ｜印：全列車通過

| 路線名 | 駅名                                         | 駅間営業キロ | 累計営業キロ      | 累計営業キロ             | nj | RJ | EC | IC | D  | REX | R | S | 接続路線                                                                                        | 所在地               | 所在地                                   |
| ------ | -------------------------------------------- | ------------ | ----------------- | ------------------------ | -- | -- | -- | -- | -- | --- | - | - | ----------------------------------------------------------------------------------------------- | -------------------- | ---------------------------------------- |
| 600    | ブルック・アン・デア・ムーア駅(*1)           | -            | ブルックから -0.1 |                          | ■  | ■  | ｜ | ■  | ■  | ■   |   | ■ | 501号線（ウィーン/グラーツ方面）                                                                | シュタイアーマルク州 | ブルック・ミュルツツシュラク郡           |
| 600    | ニクラスドルフ駅                             | 11.2         | 11.1              |                          | ｜ | ｜ | ｜ | ｜ | ｜ | ●   |   | ■ |                                                                                                 | シュタイアーマルク州 | レーオベン郡                             |
| 600    | レーオベン・レアヒェンフェルト駅 (*3)        | 3.4          | 14.5              |                          | ｜ | ｜ | ｜ | ｜ | ｜ | ○   |   | ■ |                                                                                                 | シュタイアーマルク州 | レーオベン郡                             |
| 600    | レーオベン本駅                               | 2.0          | 16.5              |                          | ■  | ■  | ■  | ■  | ■  | ■   | ■ | ■ |                                                                                                 | シュタイアーマルク州 | レーオベン郡                             |
| 600    | ザンクト・ミヒャエル駅(*2)                   | 9.2          |                   | ファレンティンから 202.4 |    |    | ■  |    | ■  | ■   | ■ | ■ | 250号線（シュラドミンク方面）                                                                   | シュタイアーマルク州 | レーオベン郡                             |
| 600    | クラウバト駅                                 | 7.5          | 31.4              | 209.9                    | ｜ | ｜ |    | ｜ | ｜ | ●   |   | ■ |                                                                                                 | シュタイアーマルク州 | レーオベン郡                             |
| 600    | フェンチュ・ザンクト・ローレンツェン駅       | 8.4          | 39.8              | 218.3                    | ｜ | ｜ |    | ｜ | ｜ | ●   |   | ■ |                                                                                                 | シュタイアーマルク州 | ムルタル郡                               |
| 600    | クニッテルフェルト駅                         | 6.4          | 46.2              | 224.7                    | ○  | ●  |    | ■  | ■  | ■   |   | ■ |                                                                                                 | シュタイアーマルク州 | ムルタル郡                               |
| 600    | ツェルトヴェク駅                             | 7.7          | 53.9              | 232.4                    | ｜ | ｜ |    | ｜ | ｜ | ■   |   | ■ |                                                                                                 | シュタイアーマルク州 | ムルタル郡                               |
| 600    | ユーデンブルク駅                             | 7.4          | 61.3              | 239.8                    | ｜ | ●  |    | ■  | ■  | ■   |   | ■ |                                                                                                 | シュタイアーマルク州 | ムルタル郡                               |
| 600    | タルハイム・ペルス駅                         | 6.4          | 67.7              | 246.2                    | ｜ | ｜ |    | ｜ | ｜ | ●   |   | ■ |                                                                                                 | シュタイアーマルク州 | ムルタル郡                               |
| 600    | ザンクト・ゲオルゲン・オプ・ユーデンブルク駅 | 7.6          | 75.3              | 253.8                    | ｜ | ｜ |    | ｜ | ｜ | ●   |   | ■ |                                                                                                 | シュタイアーマルク州 | ムルタル郡                               |
| 600    | ウンツマルクト駅                             | 4.9          | 80.2              | 258.7                    | ｜ | ●  |    | ○  | ○  | ■   | ■ | ■ | 630号線（タムスヴェク方面）                                                                     | シュタイアーマルク州 | ムルタル郡                               |
| 600    | シャイフリンク駅                             | 7.0          | 87.2              | 265.7                    | ｜ | ｜ |    | ｜ | ｜ | ■   | ■ |   |                                                                                                 | シュタイアーマルク州 | ムーラウ郡                               |
| 600    | マリアホフ・ザンクト・ランブレヒト駅         | 8.1          | 95.3              | 273.8                    | ｜ | ｜ |    | ｜ | ｜ | ■   | ■ |   |                                                                                                 | シュタイアーマルク州 | ムーラウ郡                               |
| 600    | ノイマルクト・イン・シュタイアーマルク駅     | 5.0          | 100.3             | 278.8                    | ｜ | ｜ |    | ｜ | ｜ | ■   | ■ |   |                                                                                                 | シュタイアーマルク州 | ムーラウ郡                               |
| 601    | フリーザハ駅                                 | 16.5         | 116.8             | 295.3                    | ｜ | ◐  |    | ■  | ■  | ■   | ■ | ■ |                                                                                                 | ケルンテン州         | ザンクト・ファイト・アン・デア・グラン郡 |
| 601    | ミヒェルドルフ・ヒルト駅                     | 4.7          | 121.5             | 300.0                    | ｜ | ｜ |    | ｜ | ｜ | ■   |   | ■ |                                                                                                 | ケルンテン州         | ザンクト・ファイト・アン・デア・グラン郡 |
| 601    | トライバッハ・アルトホーフェン駅             | 6.1          | 127.6             | 306.1                    | ｜ | ◑  |    | ●  | ■  | ■   |   | ■ |                                                                                                 | ケルンテン州         | ザンクト・ファイト・アン・デア・グラン郡 |
| 601    | カッペル・アム・クラップフェルト駅           | 3.5          | 131.1             | 309.6                    | ｜ | ｜ |    | ｜ | ｜ | ○   |   | ■ |                                                                                                 | ケルンテン州         | ザンクト・ファイト・アン・デア・グラン郡 |
| 601    | パッサリンク駅                               | 4.2          | 135.3             | 313.8                    | ｜ | ｜ |    | ｜ | ｜ | ○   |   | ■ |                                                                                                 | ケルンテン州         | ザンクト・ファイト・アン・デア・グラン郡 |
| 601    | ラウンスドルフ・ホホシュターヴィツ駅         | 5.7          | 141.0             | 319.5                    | ｜ | ｜ |    | ｜ | ｜ | ●   |   | ■ |                                                                                                 | ケルンテン州         | ザンクト・ファイト・アン・デア・グラン郡 |
| 601    | ザンクト・ゲオルゲン・アム・レングゼー駅     | 2.7          | 143.7             | 322.2                    | ｜ | ｜ |    | ｜ | ｜ | ｜  |   | ■ |                                                                                                 | ケルンテン州         | ザンクト・ファイト・アン・デア・グラン郡 |
| 650    | ザンクト・ファイト・アン・デア・グラン駅     | 5.7          | 149.4             | 327.9                    | ○  | ■  |    | ■  | ■  | ■   |   | ■ | 601号線（クラーゲンフルト方面）                                                                 | ケルンテン州         | ザンクト・ファイト・アン・デア・グラン郡 |
| 650    | ザンクト・ファイト・アン・デア・グラン西駅   | 1.1          | 150.5             | 329.0                    |    |    |    |    |    |     |   | ● |                                                                                                 | ケルンテン州         | ザンクト・ファイト・アン・デア・グラン郡 |
| 650    | リーベンフェルス駅                           | 5.5          | 156.0             | 334.5                    |    |    |    |    |    |     |   | ■ |                                                                                                 | ケルンテン州         | ザンクト・ファイト・アン・デア・グラン郡 |
| 650    | タウヘンドルフ・ハイデンゼー駅               | 4.5          | 160.5             | 339.0                    |    |    |    |    |    |     |   | ■ |                                                                                                 | ケルンテン州         | フェルトキルヒェン郡                     |
| 650    | グラーネク駅                                 | 2.4          | 162.9             | 341.4                    |    |    |    |    |    |     |   | ■ |                                                                                                 | ケルンテン州         | フェルトキルヒェン郡                     |
| 650    | マウトブリュッケン駅                         | 2.5          | 165.4             | 343.9                    |    |    |    |    |    |     |   | ■ |                                                                                                 | ケルンテン州         | フェルトキルヒェン郡                     |
| 650    | ザンクト・マルティン・ジッティヒ駅           | 3.3          | 168.7             | 347.2                    |    |    |    |    |    |     |   | ■ |                                                                                                 | ケルンテン州         | フェルトキルヒェン郡                     |
| 650    | フェルトキルヒェン・イン・ケルンテン駅       | 5.0          | 173.7             | 352.2                    |    |    |    |    |    |     |   | ■ |                                                                                                 | ケルンテン州         | フェルトキルヒェン郡                     |
| 650    | ティッフェン駅                               | 4.2          | 177.9             | 356.4                    |    |    |    |    |    |     |   | ■ |                                                                                                 | ケルンテン州         | フェルトキルヒェン郡                     |
| 650    | シュタインドルフ・アム・オシアハーゼー駅     | 3.8          | 181.7             | 360.2                    |    |    |    |    |    |     |   | ■ |                                                                                                 | ケルンテン州         | フェルトキルヒェン郡                     |
| 650    | オシアハ・ボーデンスドルフ駅                 | 3.7          | 185.4             | 363.9                    |    |    |    |    |    |     |   | ■ |                                                                                                 | ケルンテン州         | フェルトキルヒェン郡                     |
| 650    | ザンクト・ウルバン・アム・オシアハーゼー駅   | 1.4          | 186.8             | 365.3                    |    |    |    |    |    |     |   | ■ |                                                                                                 | ケルンテン州         | フェルトキルヒェン郡                     |
| 650    | ザッテンドルフ駅                             | 3.7          | 190.5             | 369.0                    |    |    |    |    |    |     |   | ■ |                                                                                                 | ケルンテン州         | フィラハラント郡                         |
| 650    | アンネンハイム駅                             | 1.3          | 191.8             | 370.3                    |    |    |    |    |    |     |   | ■ |                                                                                                 | ケルンテン州         | フィラハラント郡                         |
| 650    | フィラハ・ザンクト・ルプレヒト駅             | 3.3          | 195.1             | 373.6                    |    |    |    |    |    |     |   | ■ |                                                                                                 | ケルンテン州         | フィラハ市                               |
| 650    | フィラハ本駅                                 | 4.0          | 199.1             | 377.6                    |    |    |    |    |    |     |   | ■ | 220号線（ザルツブルク方面）、221号線（ザグレブ方面） 601号線（リーエンツ/クラーゲンフルト方面） | ケルンテン州         | フィラハ市                               |

(*1) EC,D,REXの大部分、およびRの一部は短絡線を経由してグラーツ方面に直通する。なお、ニクラスドルフ～ペアネク間は19.2km。
(*2) 250号線に直通しない全ての優等列車、およびREXの大部分、およびRの一部は短絡線を通り、ザンクトミヒャエルを経由しない。なお、レーオベン～クラウバト間は14.9km。
(*3) 2021年12月12日開業。